# Canto Alto
Le Canto Alto est une montagne qui s'élève à 1 146 m d'altitude dans les Alpes bergamasques, en Italie.